# Champey-sur-Moselle
Champey-sur-Moselle – miejscowość i gmina we Francji, w regionie Grand Est, w departamencie Meurthe i Mozela.
Według danych na rok 1990 gminę zamieszkiwały 324 osoby, a gęstość zaludnienia wynosiła 134 osób/km² (wśród 2335 gmin Lotaryngii Champey-sur-Moselle plasuje się na 729. miejscu pod względem liczby ludności, natomiast pod względem powierzchni na miejscu 1211.).